# Aldeanueva de Ebro
Aldeanueva de Ebro és un municipi situat en la comarca d'Alfaro, de La Rioja (Espanya). situat a 10 quilòmetres de Calahorra i a 59 de Logronyo. Té 2.574 habitants, 39 km² de superfície.

## Història
El seu origen es remunta al segle xi, quan va ser fundada per pastors camerans i de Calahorra, després de la reconquesta d'aquesta pel rei Garcia IV Sanxes III de Navarra, el de Nájera, en 1045, va ser llogaret de Calahorra fins a independitzar-se en 1664, regnant Felip IV, mitjançant el pagament d'una considerable suma prestada pels frares de Fitero, monestir amb el qual va mantenir vincles. Després de molts plets, el que llavors s'anomenava Arnedo de Ebro passà a les mans de Manuel Íñiguez de Arnedo.